# Deppea microphylla
Deppea microphylla är en måreväxtart som beskrevs av Jesse More Greenman. Deppea microphylla ingår i släktet Deppea och familjen måreväxter. Inga underarter finns listade i Catalogue of Life.